# Eurobowl 1986
Navigation
Édition suivante
L'Eurobowl 1986 est la 1re édition de l'Eurobowl.
Elle sacre les Finlandais des Helsinki Roosters.

## Clubs de l'édition 1986
| Équipe             | Nationalité |
| ------------------ | ----------- |
| Taft Vantaa        | Finlande    |
| Paris Jets         | France      |
| Doves de Bologne   | Italie      |
| Leicester Panthers | Royaume-Uni |
| Ansbach Grizzlies  | Allemagne   |
| Birmingham Bulls   | Royaume-Uni |
| ?                  | ?           |
| ?                  | ?           |

## Les matches de poules
| Date | Home               | Score   | Away             |
| ---- | ------------------ | ------- | ---------------- |
| ?    | Bologne Doves      | 44 - 0  | Paris Jets       |
| ?    | Leicester Panthers | 18 - 32 | Birmingham Bulls |

## Play-offs

### Quarts de finale
| Date | Home             | Score   | Away              |
| ---- | ---------------- | ------- | ----------------- |
| ?    | Birmingham Bulls | 29 - 18 | Ansbach Grizzlies |
| ?    | ?                | ?       | ?                 |
| ?    | ?                | ?       | ?                 |
| ?    | ?                | ?       | ?                 |

### Demi-finales
| Date | Home             | Score  | Away           |
| ---- | ---------------- | ------ | -------------- |
| ?    | Birmingham Bulls | 7 - 40 | Bologna Doves  |
| ?    | Taft Vantaa      | ? - ?  | Amsterdam Rams |

### 3eplace
| Date | Home             | Score  | Away           |
| ---- | ---------------- | ------ | -------------- |
| ?    | Birmingham Bulls | 21 - 0 | Amsterdam Rams |

### Finale Eurobowl I
| Date                             | Home        | Score  | Away             |
| -------------------------------- | ----------- | ------ | ---------------- |
| Joué le 16 août 1986 à Amsterdam | Taft Vantaa | 16 - 2 | Doves de Bologne |

## Source
- (fr) Elitefoot